# كت تاري
كت تاري أمينة أنسيا (ولدت في 1 نوفمبر 1977) ممثلة وعارضة ومقدمة مسلسلات تلفزيونية إندونيسية من أصل آتشيه غرب سومطرة.

## حياتها الشخصية
ولدت كت تاري أمينة أنسيا في 1 نوفمبر 1977 في جاكرتا. وهي الثالثة من بين أربعة أشقاء . تخرجت في  كلية ستامفورد ، جاكرتا. تزوجت يوهانس يوسف سبراتا في 9 يناير 2004 وتزوجت في عام 2014. لديهم ابنة واحدة اسمها سيدني.